# Revolução Nacionalista Chinesa
A Revolução Nacionalista Chinesa, também chamada de Primeira Guerra Civil Revolucionária ou Grande Guerra Revolucionária, foi uma fase de transição da Revolução Chinesa, entre a Revolução Xinhai e a Revolução Comunista Chinesa, sendo protagonizada pelo Partido Nacionalista da China e pelo recém fundado Partido Comunista da China, contra o Governo dos Senhores da Guerra.

## História

### Origens
Entre 1913 e 1916, Yuan Shikai controlou a recém criada República da China de forma que:
- Restaurou a monarquia chinesa
- Dissolveu a Assembleia Nacional
- Colocou o Partido Nacionalista da China na ilegalidade
- Cedeu para as Vinte e Uma Exigências
- Entregou o governo das províncias da China para seus generais

Estes atos foram alegados como abuso de poder e autoritarismo por parte dos chineses que protestaram ou se revoltaram, como foi o caso da Guerra de Proteção Nacional e o Movimento de Quatro de Maio, já após a sua morte, quando estes mesmos generais assumiram o poder da China no chamado Governo de Beiyang.
Sun Yat-sen, líder do Partido Nacionalista da China (KMT ou GMD), declarou um governo militar no sul da China, paralelo as ordens do Governo de Beiyang. A Junta de Proteção Constitucional foi fundada em 1917 e tinha como função, a primeira vista, restaurar a República da China e derrubar os senhores da guerra.

### Governo de Cantão (1921 - 1925)
A Partir de 1921, Sun Yat-sen substituiu a Junta de Proteção Constitucional pelo Governo da República da China em Guangzhou (Cantão). Esta mudança se deve ao fato de que Sun passou a tentar por em pratica seus Três Princípios do Povo e a integração do Partido Comunista da China.
Entre 1921 e 1924, os nacionalistas e comunistas tiveram sérios problemas militares, o que os forçou a criar seu próprio exército de forma mais organizada, fundando a Academia Militar de Whampoa (hoje a Academia Militar da República da China) e criando o Exército Nacional Revolucionário, com apoio da União Soviética.
Como desde 1921, Sun Yat-sen já estava colocando em pratica seus Três Princípios do Povo, isso significava que a economia estava sendo mudada para uma economia mista e inclinada ao socialismo. Esta mudança fez com que a burguesia da região de Cantão (província) se revoltasse com os impostos e a Equalização da propriedade de terras, com estes burgueses e comerciantes se organizando em 1924 no chamado "Exército Voluntário dos Comerciantes de Cantão", que se revoltaram com apoio estrangeiro entre Agosto e Outubro daquele ano. Até serem derrotados por um cerco, em 11 de Outubro, feito por Chiang Kai-shek, após Zhou Enlai - que tinha como objetivo mediar a revolta e repassar a posição do PCCh sobre a situação - declarar: "Derrotar o Exército dos Comerciantes, Matar Chen Lianbo e Apoiar o Governo Revolucionário Nacionalista".
Ainda em 1924, o Partido Nacionalista realizou o 1.º Congresso Nacional do Kuomintang, onde foi acordado que:
- O Partido Comunista da China teria autonomia para decisões militares e politicas, iniciando a Primeira Frente Unida.
- O Objetivo do partido naquele momento seria abolir os Senhores da guerra criado por Yuan Shikai
- Promover o Anti-imperialismo
- Concluir a Revolução Nacionalista

### Preparativos para a Expedição do Norte (1926)
Em 1925, Sun deu inicio a os planejamentos do que seria a Expedição do Norte, no entanto, morreu vitima de um câncer no fígado. Temporariamente, Hu Hanmin assumiu a liderança do partido, até que um 2.º Congresso Nacional foi reunido em 1926 e elegeu durante suas 4ª e 5ª sessões, Chiang Kai-shek, como líder do partido.
A ascensão de Chiang criou uma tensão entre as alas de direita e esquerda do partido, já que durante o tempo que Hu Hanmin esteve no poder, houve uma disputa pelo poder entre Chiang e Wang Jingwei. Wang Jingwei favorecia a aliança com os comunistas e o Socialismo como componentes fundamentais para o Kuomintang.

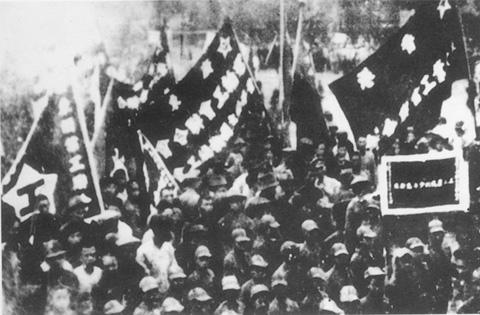
Greve geral em Hong Kong e Cantão (1925)

Em 30 de maio de 1925, estudantes e universitários em Xangai fizeram manifestações em oposição à interferência estrangeira na China. Especificamente, com o apoio do partido nacionalista, eles pediram o boicote de produtos estrangeiros e o fim da Concessão Internacional de Xangai, que era governada pelos britânicos e americanos. A Polícia Municipal de Xangai, operada pelos britânicos, abriu fogo contra a multidão de manifestantes. Este incidente gerou indignação em toda a China, culminando na greve Cantão-Hong Kong, que começou em 18 de junho e provou ser um campo fértil de recrutamento politico, e posteriormente militar, para os nacionalistas e comunistas. Preocupações sobre o poder crescente da facção esquerdista e o efeito da greve na capacidade do governo de Guangzhou de arrecadar fundos, que dependia em grande parte do comércio exterior, levaram ao aumento das tensões dentro da Frente Unida.
A Medida que os nacionalistas e comunistas cresciam no sul da China, os senhores da guerra passaram a notar a ameaça e assim que a Expedição do Norte se iniciou, as facções no norte da China organizaram o Exército de Pacificação Nacional, que tinha como objetivo dissolver os nacionalistas e comunistas.

### Expedição do Norte (1926)
Chiang deu inicio a expedição em 9 de Julho de 1926, quando iniciou um ataque contra o senhor da guerra, Wu Peifu, e capturou os territórios da Camarilha de Anhui. Apenas dois dias depois, a cidade de Changsha foi capturada e então uma nova ofensiva invadiu os territórios de outro senhor da guerra, Sun Chuangfang, que apesar de possuir o poderio bélico muito maior, estava lutando contra as forças pró-nacionais do Guominjun (que havia declarado lealdade a os nacionalistas), com tudo, entre 11 e 12 de Agosto toda a provincia de Hunão, incluindo as cidades de Nanchang e Wuchang foram capturadas.
A Expedição continuou até 1928, todavia, com a captura da cidade de Wuhan, a capital foi recolocada de Gangzhou para lá e a expedição passou a consquistar menos territórios a medida que se concluia.

### Governo de Wuhan (1926 - 1927)
Em 5 de Dezembro de 1926, a cidade de Wuhan foi capturada pelos nacionalistas, a capital foi movida de Guangzhou para lá. Neste meio tempo, Chiang Kai-shek havia realizado o Massacre de Xangai de Abril de 1927, o que irritou tanto os comunistas quanto os nacionalistas que pressionaram Chiang a renunciar a presidencia.
De toda forma, Wang Jingwei se tornou o líder do partido, até que em 1927, após a captura de Nanquim, Chiang se auto nomeou novamente presidente e moveu a capital para Nanquim, expurgando a ala esquerda do Partido Nacionalista. O Partido Comunista, já irritado com toda a situação e vendo Chiang havia enfraquecido a esquerda do partido nacionalista, bem como dominado ele, se separou do KMT após a Revolta de Nanchang, marcando o inicio da Guerra Civil Chinesa.

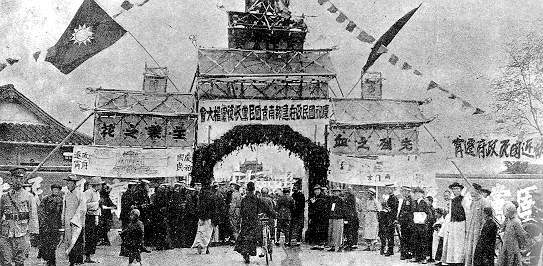
Estabelecimento do Governo Nacional da República da China em 18 de Abril de 1927.

### Governo de Nanquim (1927 - 1928)
Em Abril de 1927, a cidade Nanquim foi capturada por Chiang Kai-shek, e após o Golpe de Wuhan, reunificou o Partido Nacionalista da China e expulsou o Partido Comunista da China, que se revoltou e fugiu para o interior rural para combater as forças nacionais.
Em 29 de Dezembro de 1928, ocorre a subistituição da bandeira do nordeste, quando o ultimo senhor da guerra, Zhang Zuolin é assassinado em uma emboscada japonesa e seu filho Zhang Xueliang assume, favorecendo o governo chinês e desfazendo a Camarilha de Fengtian.

## Legado
A Revolução Nacionalista Chinesa foi uma fase de transição fundamental entre a Revolução Xinhai e a Revolução Comunista Chinesa. Foi durante esta fase que o Partido Comunista da China se formou melhor e se autodesenvolveu, a partir de sua aliança com o Partido Nacionalista da China enquanto Sun Yat-sen esteve vivo.
Ideologicamente, a Revolução Nacionalista Chinesa contribuiu para que o Partido Nacionalista conseguisse desenvolver na pratica os Três Princípios do Povo, bem como contribuiu a formação de sua corrente, o Maoismo, adotado posteriormente pelo Partido Comunista em uma fase mais tardia. Este período foi fundamental para desenvolvimento do Princípio de Subsistência e a Democracia Tutelada, bem como a Nova Democracia de Mao Tsé-Tung.
Atualmente na China, a Primeira Frente Unida e Sun Yat-sen são lembrados e recordados pela República Popular da China e pelo Partido Comunista, enfatizando suas importancias na história chinesa, bem como, Yat-sen é referido como o Pai da Nação ou Pioneiro da Revolução.